# جيري كواري
جيري كواري (بالإنجليزية: Jerry Quarry)‏ مواليد 15 مايو 1945 في بيكرسفيلد - الوفاة 3 يناير 1999 في كاليفورنيا، كان ملاكم أمريكي سابق صنّف ضمن فئة الوزن الثقيل.

## إحصائيات
خاض خلال مسيرته 66 نزالا، فاز في 53 وتعادل في 4 وخسر في 9. فاز بالضربة القاضية في 32 نزالا.

## روابط خارجية
- جيري كواري على موقع IMDb (الإنجليزية)
- جيري كواري على موقع الموسوعة البريطانية (الإنجليزية)
- جيري كواري على موقع بوكس ريك (الإنجليزية) (registration required)